# 羅薩里奧區 (阿科班巴省)
羅薩里奧區（西班牙語：Distrito de Rosario），是秘魯的一個區，位於該國中南部萬卡韋利卡大區的阿科班巴省，始建於1955年11月24日，面積97.07平方公里，海拔高度3,640米，2005年人口6,791，人口密度每平方公里70人。